# تقلید ۲
تقلید ۲ (انگلیسی: Mimic 2) فیلمی در ژانر ترسناک و علمی–تخیلی است که در سال ۲۰۰۱ منتشر شد. از بازیگران آن می‌توان به ادوارد آلبر، برونو کامپس، جاون پالیتو، و پال کلاوس اشاره کرد.

## خلاصه داستان
«سوزان تیلور» و همکارانش گونه‌ای جدید از حشرات را پرورش داده و آنها را وارد محیط زیست می‌کنند. نقشه آنها عملی می‌شود تا اینکه حشرات تصمیم به شکار سازندگان خود یعنی انسانها می‌گیرند…